# Мужилов
Мужилов (укр. Мужилів) — село в Подгаецкой городской общине Тернопольского района Тернопольской области Украины.
До 2020 года входило в Подгаецкий район.
Население по переписи 2001 года составляло 1504 человека. Занимает площадь 35,940 км². Почтовый индекс — 48011. Телефонный код — 3542.